# Серафима
Серафи́ма (от ивр. שְׂרָפִים‎, мн. ч. от שָׂרַף‎) — женское личное имя древнееврейского происхождения. Распространённая краткая форма имени — Си́ма. Образовано от мужского имени Серафи́м.

## Именины
- 15 января
- 11 августа

## Известные носители
- Серафима Римская, дева, мученица. За веру Христову была обезглавлена после мучений (II век), 11 августа (29 июля)[2].
- Серафима (Горшкова) (1893—1937) — монахиня Русской православной церкви, преподобномученица.
- Серафима (Моргачёва) (1806—1877) — игумения Лебедянского Сезеновского монастыря Русской православной церкви.
- Серафима (Чёрная) (1914—1999) — настоятельница московского Новодевичьего монастыря Русской православной церкви.